# لیک جنوا (ویسکانسین)
لیک جنوا، ویسکانسین  (به انگلیسی: Lake Geneva) شهری در شهرستان والورت ایالت ویسکانسین است که در سال ۱۸۸۳ بنیان‌گذاری شده‌است. این شهر طبق سرشماری سال ۲۰۱۰ میلادی ۷٬۶۵۱ نفر جمعیت داشته‌است.

## نگارخانه

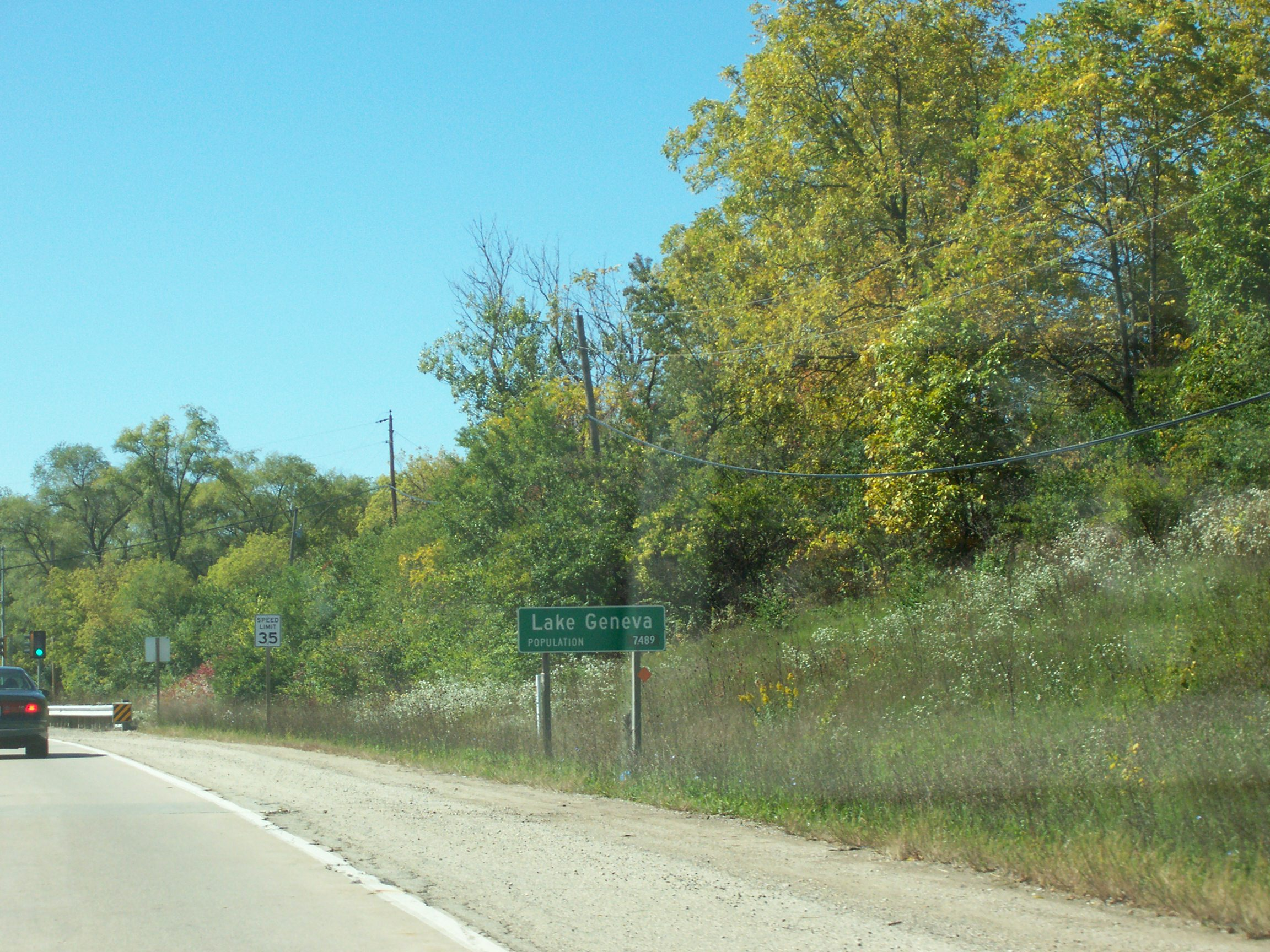